# Halictus lulengonis
Halictus lulengonis är en biart som beskrevs av Cockerell 1945. Halictus lulengonis ingår i släktet bandbin, och familjen vägbin. Inga underarter finns listade i Catalogue of Life.